# اشتانس
شهراشتانس در ایالت نیدولدان در کشور سوئیس واقع شده‌است که ۷٬۳۰۰ نفر جمعیت دارد.